# هیروشی ایزومی
هیروشی ایزومی (泉浩؛ زادهٔ ۲۲ ژوئن ۱۹۸۲) جودوکار اهل ژاپن است.
از افتخارات وی میتوان به کسب مدال نقره وزن ۹۰- کیلوگرم در بازی‌های المپیک تابستانی ۲۰۰۴ اشاره کرد.